# Wesołówka (województwo dolnośląskie)
Wesołówka – wieś w Polsce położona w województwie dolnośląskim, w powiecie lubańskim, w gminie Siekierczyn.

## Położenie
Wesołówka to niewielka wieś leżąca na Pogórzu Izerskim, na Wysoczyźnie Siekierczyńskiej, na wysokości około 270–280 m n.p.m.

## Podział administracyjny
W latach 1975–1998 miejscowość należała administracyjnie do województwa jeleniogórskiego.